# Ľubomír Gregor
Ľubomír Gregor (19. července 1943, Žilina – 17. listopadu 2016, Bratislava) byl slovenský herec.

## Život
V roce 1946 se přestěhoval do Bratislavy, kde vystudoval herectví na Vysoké škole múzických umění. V letech 1963 až 1965 působil v žilinském Divadle P. Jilemnického, po absolvování základní vojenské služby hrál v letech 1967 až 1968 v KD Nitra, následně v Divadle Na korze. V roce 1971 a 1972 nemohl veřejně vystupovat, ale od roku 1972 až do 1989 hrál na Poetické scéně v Bratislavě. Po rehabilitaci se v roce 1990 stal členem souboru Činohry Nové Scény. 1. dubna 1990 byl spoluzakladatelem a ředitelem divadla Korzo´90, v roce 1995 byl při zakládání soukromé televize Markíza, kde byl ředitelem Centra umělecké tvorby. Po neshodách a odchodu se stal umělcem ve svobodném povolání.
Ľubo Gregor hrál v asi 15 slovenských filmech a cca 150 televizních inscenacích, ale účinkoval také v mnoha zábavných a dětských pořadech. Napsal několik televizních scénářů a dramatizací, režíroval televizní Bakaláře a několik divadelních inscenací. Za 45 let herectví ztvárnil kolem 180 hlavních postav v divadlech.
Za postavu Rabi Racobi ve stejnojmenném francouzském filmu získal Zlatou smyčku. Ještě před rokem 1989 byl členem Strany Slovenské obrody a později spoluzakládal Demokratickou stranu, kde byl členem předsednictva.
Ľubo Gregor byl pětkrát ženatý a měl čtyři dcery.

## Filmografie (výběr)
- 1973: Letokruhy (průvodce)
- 1976: Mário a kúzelník (muž)
- 1976: Sebechlebskí hudci (Persan)
- 1979: Bitka o Van Gogha (Pišta Štipák)
- 1979: Cnostný Metod (právník Singer ml.)
- 1984: Lev Tolstoj (Orlov)
- 1984: Výlet do mladosti (květinář)
- 1985: O sláve a tráve (manažer)
- 1986: Akcia Edelstein (Jankovič)
- 1986: Tiene v raji (advokát)
- 1988: Umývanie hláv (soudruh vedoucí)
- 1988: Smrť s fotografiou
- 1989: Turandot (Brichella)
- 1991: Mastný hrniec (krejčíř)
- 1995: Škriatok (kapitán)
- 1998: Rivers of Babylon (ředitel)
- 2015: Eva Nová (Laco)
- 2015: Kukučka (Vlado Jablonský)